# Raymond Williams
Raymond Henry Williams, född 31 augusti 1921 i Llanfihangel Crucorney nära Abergavenny, död 26 januari 1988 i Saffron Walden i Essex, var en walesisk akademiker, författare och kritiker. Hans författarskap om politik, kultur, massmedia och litteratur speglade hans marxistiska ståndpunkter. Han var en inflytelserik gestalt inom den nya vänstern. 
Det är vanligt att man daterar den brittiska cultural studies-traditionens begynnelse till 1958 då bl.a. Williams Culture and Society utgavs. Han är kanske den enskilda teoretiker som har utövat störst inflytande inom fältet i Storbritannien. I sin bok undersöker han förhållandet mellan kultur och samhälle genom att analysera ett antal litterära texter skrivna av brittiska författare mellan 1780-1950, bl.a. för att se hur rörelser i samhället avspeglar sig. Han utgår bl.a. från antagandet att en mängd viktiga ord i språket under den period han undersöker antog sina nuvarande betydelser i samband med det samhälle dessa ord användes för att beskriva också utvecklades och förändrades. Han urskiljer särskilt fem ord: "industri", "demokrati", "klass", "konst" och "kultur". I Keywords (1976) utvecklar han sitt intresse för uppkomsten av ords betydelse i relation till samhällsutvecklingen i stort.
Williams är kritisk till begreppet massa, vilket han menar är ett nytt ord för pöbel och som betecknar ungefär samma negativa egenskaper som detta ord. Enligt honom finns det inga massor utan bara olika sätt att betrakta människor som sådana. I viss utsträckning avfärdar han också den s.k. masskulturkritiken och sår ett frö till ett mer positivt sätt att betrakta populärkulturen och de som använder den. 
Han är också kritisk i Culture and Society och The Long Revolution (1961) mot den amerikanska s.k. mediaeffektforskningen som hävdar att TV och andra massmedier har en determinerande effekt på människors beteende. Denna typ av "teknologisk determinism" känner man igen från debatter som då och då dyker upp i den offentliga diskussionen om till exempel våldsfilmers, rollspels och hårdrockens skadliga inflytande på framför allt ungdomen.